# Bodenheim
Bodenheim è un comune di 7.111 abitanti della Renania-Palatinato, in Germania.
Appartiene al circondario (Landkreis) di Magonza-Bingen (targa MZ) ed è parte della comunità amministrativa (Verbandsgemeinde) di Bodenheim. Bodenheim è il capoluogo della comunità amministrativa.